# لغة الصفير

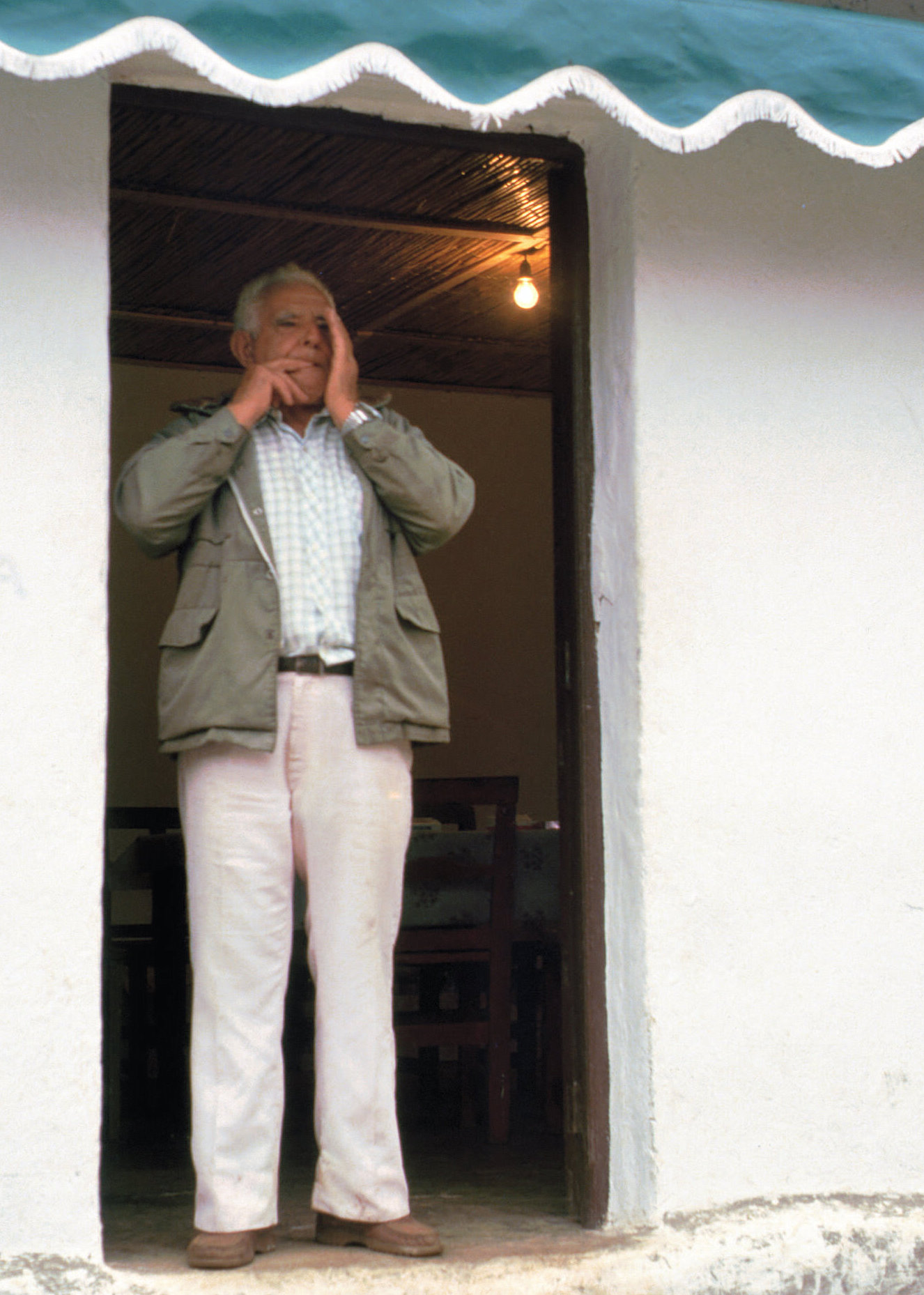
رجل يصفر

صفير غوميرو، هي لغة الصفير التي يمارسها بعض سكان لا غوميرا في (جزر الكناري) للتواصل عبر الوديان.

## التاريخ
الصفير من إبداع السكان الأصليين للجزيرة المدعويين (غوانش). يتحدث هذه اللغة أيضاً سكان الأيررو وتنريفي وكناريا الكبرى. اعتمد سكان غوانش التصفير باللغة الإسبانية في القرن 16 وذلك خلال استعمار جزر الكناري، في حين أن اللغة الأصلية، لغة غوانش، أصبحت منقرضة.
وبسبب خطر اختفاء الصفير في مطلع القرن 21، خصوصا الأنشطة الأكثر استخداماً لهذه اللغة مثل الرعي، ويرجع ذلك لإدخال التحسينات في مجال الاتصالات، نظمّت حكومة الكناري تعليمها في المدارس وأعلنت صفير غوميرو تراثاً إثنوغرافي لجزر الكناري عام 1999. وفي 30 سبتمبر 2009، أدرجت اليونسكو صفير غوميرو في قائمة التراث الثقافي اللامادي للإنسانية وذلك بفضل عمل الحكومة الكنارية. وقد قام المخرج ايسيدرو أورتيز بتدريس الصفير لطلبة المدارس في الجزيرة.

## أبحاث
وفقا للدراسات التي أجراها رامون تروخييو كارينيو، هناك ستة أصوات في لغة الصفير، اثنان منها سميت حروف علة والأحرف الأربعة الباقية هي حروف ساكنة، ويمكنهم التعبير عن أكثر من 4000 مفهوم (كلمة).
ووفقا لدراسات أخرى، على سبيل المثال لكلاسي1957 في الإنتاج أو لماير وميونير (دينتل،2007) في الإدراك والمتخصصون في الصفير والغير متخصصين، فقد حدد بوضوح 4 أحرف عله (i,e,o,a) وما يقابلها بالعربية (أ، و، ي). لا يوجد فرق بين (o,u) في صفير غوميرو، بل الدمج في طريقة التحدث بالإسبانية في لا غوميرا. كما هو الحال في مختلف طرق التصفير باللغات النغمية، يقوم الصفير على الحفاظ على الكلام العادي بحيث «تظهر الاختلافات في رنين الكلام كما الاختلافات في النغمة» (بروسيل وكلاسي). ويشار إلى حروف العلة بنغمات مسطحة.
وأظهرت دراسة أجراها باحثون في جامعة لا لاغونا عام 2005، أن عملية التصفير في دماغ متحدثينها تكون بنفس طريقة اللغة المحكية. وقد تمت الدراسة على المتحدثين بالإسبانية، فبعضهم يتحدثون لغة الصفير والبعض الآخر لا، ومراقبة نشاط الدماغ مع تقنيات الرنين المغناطيسي النووي بين أن الأشخاص الذين لا يتحدثون بالصفير يعالجون الكلمات على أنها كالصافرة بخلاف المتحدثين بها يستخدمون المناطق اللغوية في الدماغ لمعالجة العبارات بالإسبانية.

## الأفلام
مع اليد في الماء (Con la mano en el agua) من تأليف وإخراج مانويل مورا موراليس. فيلم قصير عن صفير غوميرو الذي يروي رحلة إلى جذور الجزيرة بحثا عن الهوية.